# Кристоф Кристиан фон Лайнинген-Вестербург
Кристоф Кристиан фон Лайнинген-Вестербург (на немски: Christoph Christian zu Leiningen-Westerburg; * 11 март 1656; † 17 май 1728 в Алтлайнинген, Бад Дюркхайм) е граф на Лайнинген-Вестербург в Алтлайнинген.
Той е син на граф Георг Вилхелм фон Лайнинген-Вестербург (1619 –1695) и съпругата му графиня София Елизабет фон Липе-Детмолд (1626 – 1688), дъщеря на граф Симон VII фон Липе (1587 – 1627) и втората му съпруга графиня Мария Магдалена фон Валдек-Вилдунген (1606 – 1671). Братята му са Симон Филип (1646 – 1676, убит в дуел в Грюнщат), Фридрих Вилхелм (1648 – 1688), Йохан Антон (1655 – 1698), Хайнрих Кристиан Фридрих Ернст (1665 – 1702) и Георг II Карл Рудолф (1666 – 1726).
Йохан Антон умира на 17 май 1728 в Алтлайнинген, Бад Дюркхайм на 72 години.

## Фамилия
Кристоф Кристиан се жени на 6 юни или 8 юни 1678 г. за графиня Юлиана Елизабет фон Липе-Бистерфелд (* 15 юни 1656 в Бистерфелд; † 29 април 1739), дъщеря на граф Йобст Херман фон Липе-Бистерфелд (1625 – 1678) и съпругата му графиня Елизабет Юлиана фон Сайн-Витгенщайн-Хоенщайн (1634 – 1689).
Те имат три сина: 
- Георг Херман фон Лайнинген-Вестербург (* 21 март/1 април 1679; † 4 февруари 1751), граф на Лайнинген-Вестербург в Алтлайнинген, женен I. на 26 февруари 1712 г. в Алвердисен, Детмолд, за графиня Августа Вилхелмина Филипина фон Шаумбург-Липе (1693 – 1721), II. на 24 декември 1724 г. за графиня и наследствената маршалка Шарлота Вилхелмина фон Папенхайм (1708 – 1792)
- Симон Кристоф фон Лайнинген-Вестербург (* 6 май 1680; † 12 юни 1750/13 февруари 1761)
- Карл Кристиан фон Лайнинген-Вестербург (* 11 ноември 1686/15 ноември 1687; † 1 юни 1752)